# Erwin Keller (Hockeyspieler)
Erwin Victor Hermann Oswald Keller (* 8. April 1905 in Concepción, Chile; † 31. Juli 1971 in West-Berlin) war ein deutscher Hockeyspieler.
Der Spieler des Berliner HC war 1936 Teilnehmer an den Olympischen Spielen in Berlin. Dort spielte er in der Vorrunde beim 4:1-Sieg gegen Afghanistan, im Halbfinale beim 3:0-Erfolg gegen die Niederlande und schließlich im Finale, das mit 1:8 gegen den Titelverteidiger Indien deutlich verloren ging.
Kellers Sohn Carsten sowie seine Enkel Andreas, Florian und Natascha gewannen jeweils eine olympische Goldmedaille. Somit ist Erwin Keller erster Vertreter der erfolgreichsten Hockey-Familie bei Olympischen Spielen.